# Anosognozja
Anosognozja (gr. ἀ- a- – przedrostek przeczący, νόσος nosos – choroba; γνῶσις gnosis – wiedza) lub anozognozja – zaburzenia neurologiczne, polegające na niezdolności zdania sobie sprawy z własnej choroby. Schorzenie to występuje najczęściej przy paraliżu lewostronnym (prawej półkuli mózgu). Objawy anosognozji podobne są do psychologicznych mechanizmów zaprzeczania chorobie (brak zainteresowania swoją ogólną sytuacją; emocjonalna i uczuciowa obojętność wobec sytuacji), w rzeczywistości mają jednak podłoże neurologiczne związane z uszkodzeniem prawej części kory mózgowej znanej jako kora somatosensoryczna.
Jednym z rodzajów anozognozji jest zespół Antona polegający na nieuświadamianiu sobie i zaprzeczaniu swojej ślepocie. Występuje on u wielu osób ze ślepotą korową (zwaną też ślepotą mózgową), która spowodowana jest uszkodzeniem pierwotnej kory wzrokowej w płatach potylicznych oraz istoty białej.
Termin „anozognozja” został stworzony w 1914 roku przez Józefa Babińskiego, który zauważył to zaburzenie u swoich pacjentów z porażeniem połowiczym.